# Rhumsiki

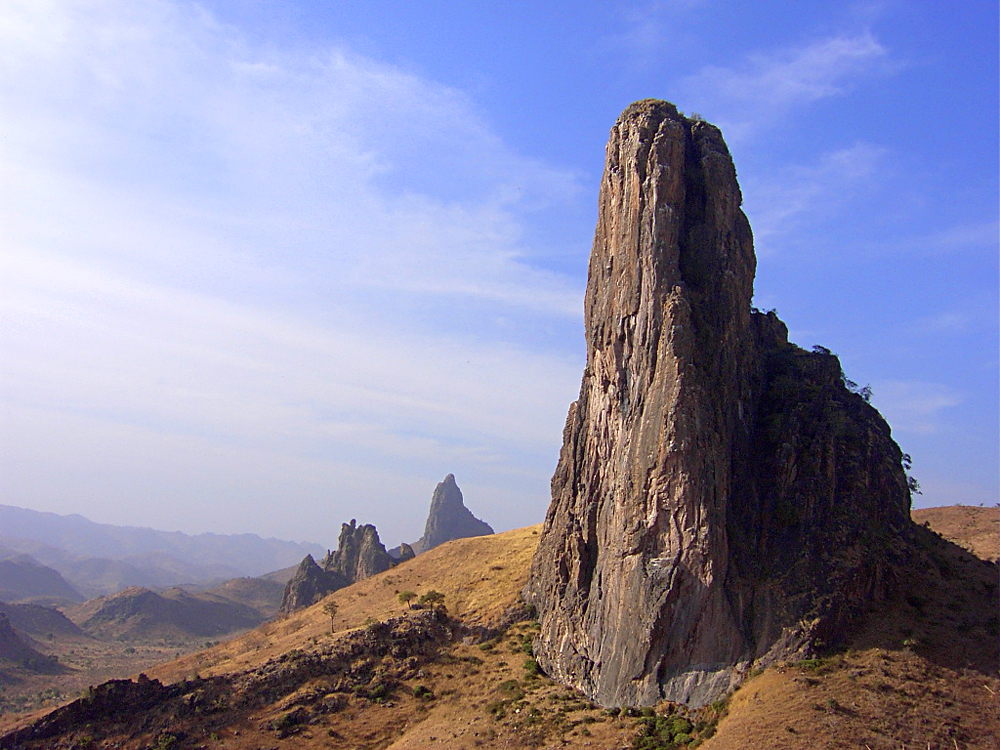
Rhumsiki peak

Rhumsiki (auch: Rumsiki, Roumsiki) ist ein Ort in der Region Extrême-Nord, die die nördliche Spitze Kameruns bildet. Er liegt nahe der Grenze zu Nigeria im Mandara-Gebirge. Die Stadt Mokolo ist 55 km entfernt und die Grenze nach Nigeria nur 3 km. Das Dorf besteht aus kleinen traditionellen Steinhäusern mit Strohdächern. Die Einwohner gehören zur Ethnie der Kapsiki. Rhumsiki war zeitweise eine beliebte Touristenattraktion aufgrund der umgebenden Landschaft. Seit 2011 gilt das Gebiet jedoch als „Hochrisikogebiet“.

## Geographie
Die umgebende Landschaft wird als besonders romantisch beschrieben. Der Schriftsteller André Gide schrieb, dass Rhumsikis Umgebung „eine der schönsten Landschaften der Welt“ sei.
In der Umgebung des Dorfes stehen zahlreiche Vulkanschlote und Basalt-Formationen in den Mandara Mountains. Der größte dieser Felsen ist Kapsiki Peak, ein Schlot, der sich bis auf 1224 m erhebt.

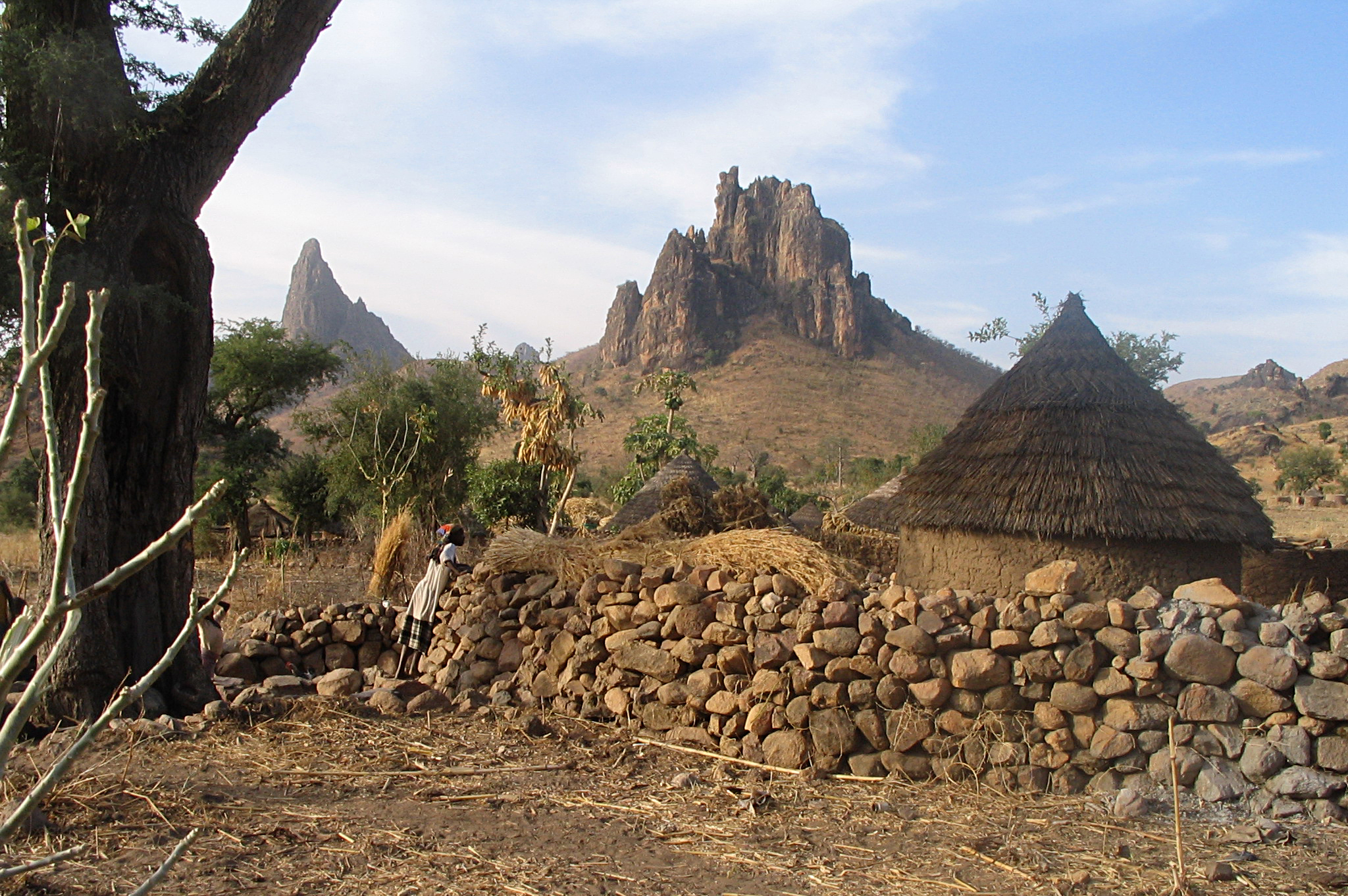
Kapsiki-Haus, Rhumsiki

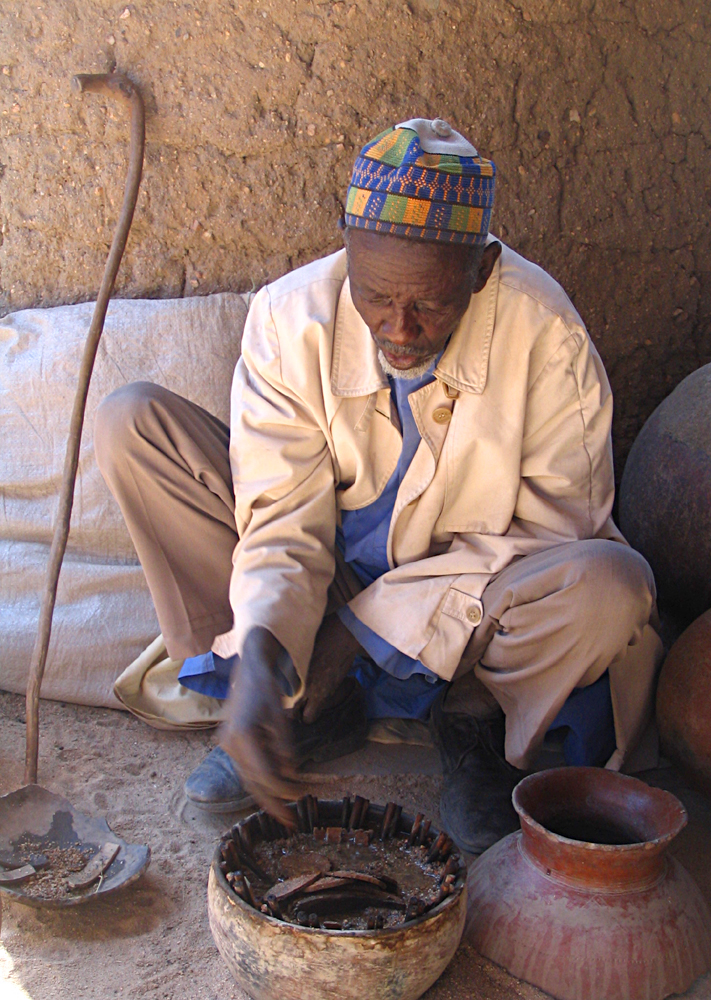
„Krabbenzauberer“ in Rhumsiki

Der Schlot gilt als Phallus-Symbol und traditionell wurden an seinem Fuß Fruchtbarkeitsopfer dargebracht. In neuerer Zeit wurde der Ort für Flitterwochen-Urlaube beworben.

## Philatelie
In einer Serie über Kamerun hat Frankreich dem „Piton d’Humsiki“ 1947 und 1952 Briefmarken im Wert von 500 Franc gewidmet. Nach der Unabhängigkeit 1962 gab die „République fédérale du Cameroun“ ein Briefmarkenbild im Wert von 500 F heraus mit dem Titel «Kapsikis Mokolo». 1980 veröffentlichte die „République unie du Cameroun“ eine Marke im Wert von 50 F, mit dem Titel «Jeunes filles Bororo et pic Roumsiki» (Junge Bororo-Frauen und der Rhumsiki-Peak).